# Bukowice-Kolonia
Bukowice-Kolonia – wieś w Polsce położona w województwie lubelskim, w powiecie bialskim, w gminie Leśna Podlaska.
| SIMC    | Nazwa       | Rodzaj    |
| ------- | ----------- | --------- |
| 1022110 | Nad Wygonem | część wsi |

W latach 1975–1998 miejscowość administracyjnie należała do województwa bialskopodlaskiego.
Wieś jest sołectwem w gminie Leśna Podlaska. Według Narodowego Spisu Powszechnego z roku 2011 wieś liczyła 194 mieszkańców.
Wierni Kościoła rzymskokatolickiego należą do parafii Narodzenia NMP i św. Apostołów Piotra i Pawła w Leśnej Podlaskiej.